# Sistema de control de iluminación

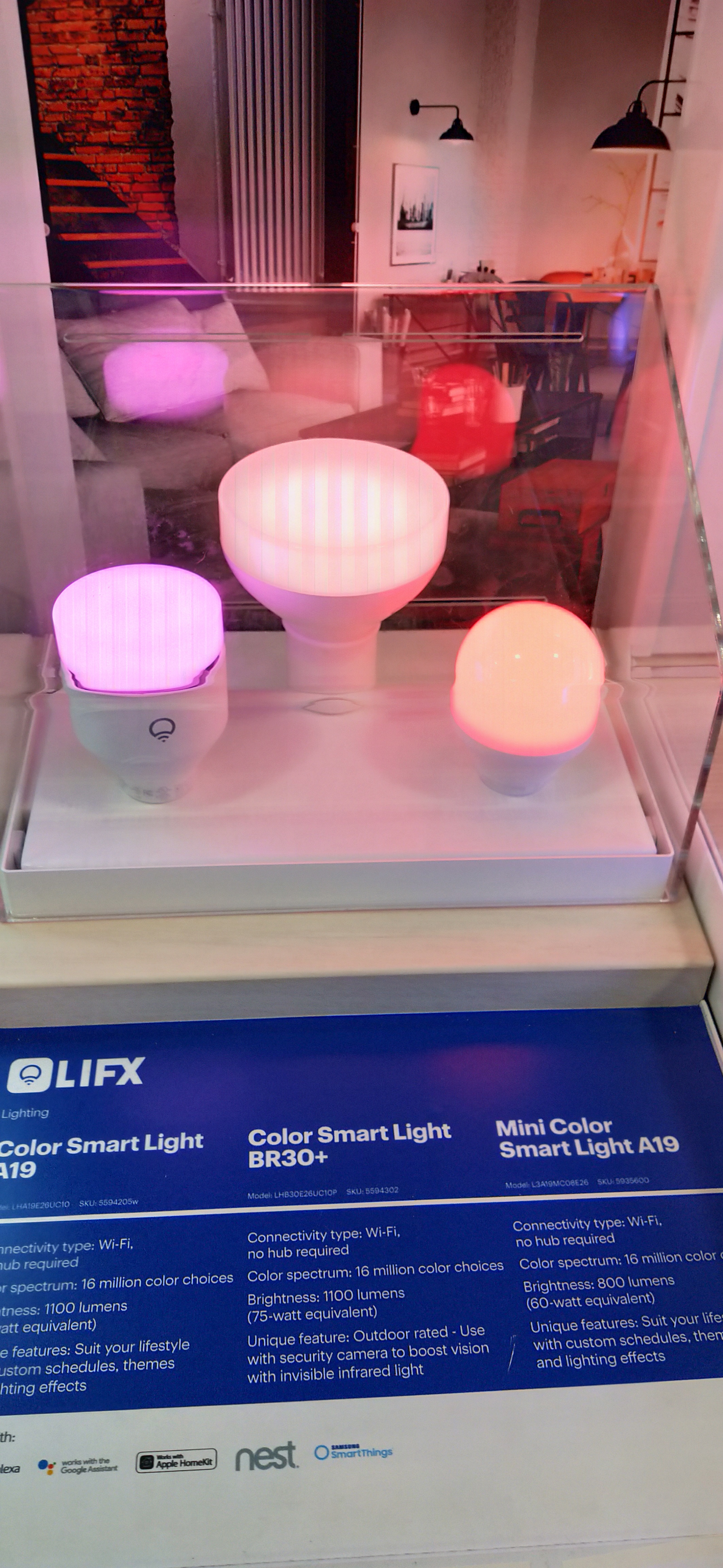
Bombillas LIFX, que utilizan un sistema de control de iluminación

Un sistema de control de iluminación es una solución de control basada en redes de comunicación entre varios componentes, diseñado para regular un sistema de iluminación programado, supervisado y gestionado desde uno o más dispositivos informáticos centrales. Los sistemas de control en la iluminación funcionan para distribuir la cantidad adecuada de luz artificial en el espacio y momento necesario, y son ampliamente utilizados tanto en interiores como exteriores en espacios residenciales, industriales o comerciales.
Los sistemas de control de iluminación fueron utilizados inicialmente con un fin estético. Sin embargo, con el desarrollo de la domótica y el IoT (Internet of Things, o Internet de las cosas) este tipo de sistemas constituyen la base de la iluminación contemporánea y sin duda del futuro.  Conforme las tecnologías van avanzando, los sistemas de control han afectado directamente la calidad de la iluminación de un espacio y se han vuelto un elemento esencial para lograr un buen diseño de iluminación.  Es decir, regular y controlar un sistema de iluminación de forma activa, algo que es más allá del tradicional interruptor de encendido/apagado, nos permite adaptar la luz del espacio a cualquier situación que a su vez se traduce en una mejora del confort y la optimización del consumo energético.
Por otra parte, se han relacionado con su capacidad de ahorro y eficiencia energética, así cumpliendo con normas oficiales de iluminación y requisitos necesarios para obtener reconocimientos y contribuir a programas sustentables o de gestión energética tal como la certificación LEED.
Hoy en día existen muchos sistemas de control de iluminación en el mercado. Cada sistema tiene sus propias peculiaridades, sin embargo, hay características comunes: 
·      Un sistema de control de iluminación consiste en un sistema de regulación (dimmer) que permite controlar la intensidad de la luz.
·      Puede integrar la automatización del espacio en general.
·      Es eficiente y permite el control de la luz desde un teléfono inteligente o desde una tableta. 
·      Cuentan con teclados, que remplazan los interruptores convencionales. Estos teclados permiten controlar la iluminación en diferentes zonas.
Se crea una escena controlando el nivel de luz de cualquier zona o agrupación de zonas, el control de la iluminación no solo permite que la iluminación se ajuste a los requisitos visuales, sino que también le permite configurar e interpretar la arquitectura. Las escenas de luz se configuran fácilmente utilizando el software apropiado y se pueden recuperar a través de una interfaz. Los sistemas de control de iluminación con sensores o programas de tiempo también ayudan a ajustar el consumo de energía en una sala a su uso y así optimizar la eficiencia económica de un sistema de iluminación.
La atmósfera en una habitación o en un espacio se puede cambiar controlando una serie de variables. Estos incluyen funciones básicas tales como encender y apagar circuitos a través de progresiones de color sincronizadas automáticamente. La programación de las escenas de luz significa que los ajustes se guardan pero pueden redefinirse y ajustarse para adaptarse a los requisitos cambiantes.

## Funciones y beneficios
Algunas de las funciones y beneficios que tiene emplear un sistema de control en un sistema de iluminación son los siguientes:
- Automatización y programación  
- Ajuste de niveles de iluminación
- Comunicación y conectividad
- Ahorro y eficiencia en el sector energético
- Reducción de contaminación lumínica
- Disminución en la eliminación de deshechos al reducir la reposición de balastros
- Vida más larga de lámparas
- Confort 
- Flexibilidad
- Calidad de iluminación 
- Seguridad.

## Tipos de sistemas de control
Manual o análogo
Es el control autónomo de iluminación y es independiente por cada grupo o zona de control, funcionando a partir de un conmutador de corriente o controlador de distancia.
Ejemplos de sistemas de control de iluminación analógicos :
- Sistema basado en 0-10V.
- Sistemas basados en AMX192 (estándar de EE. UU.).
- Sistemas basados en D54 (estándar europeo).

La regulación 1-10V es uno de los primeros métodos de regulación y se basa en una señal de corriente continua, donde 10V corresponde al máximo de la luz, 1 V al mínimo y 0V indica que la luminaria está apagada. Este sistema fue remplazado por sistemas analógicos D54 y AMX192, que a su vez se han ido remplazando por sus equivalentes digitales como lo es DMX512 .
Automático o digital
Es el sistema de control de iluminación que se regula a través de dispositivos inteligentes que controlan la iluminación desde una sola interfaz mediante el control individual del sistema y/o vigilancia de sensores de detección y tiempo.
Ejemplos de sistemas de control de iluminación digital:
- Sistemas basados en DALI (Digital Addressable Lighting Interface) se puede controlar hasta 64 dispositivos de forma independiente.
- Sistema basado en DSI, similar a DALI pero requiere un cable de control por dispositivo.[5]
- Sistemas basados en DMX (a menudo denominado DMX512). Permite controlar 512 canales, que se traduce en 32 dispositivos.
- Sistemas basados en KNX, no es solo un sistema de control de la iluminación, sino que también permite controlar sistemas de ventilación, alarma, distribución de audio, video, entre otros.

Esos son todos sistemas de control de iluminación por cable. También hay un sistema de control de iluminación inalámbrico que se basa en algunos protocolos estándar como MIDI, ZigBee, Bluetooth Mesh y otros.

## Equipamiento de control de iluminación
Se han creado estrategias y técnicas para controlar la demanda energética y la calidad del ambiente a través del equipamiento de los sistemas de iluminación. 
Apagador o interruptor
Medio más básico y antiguo de control que funciona por medio de la interrupción del flujo de electricidad.
Interruptor de atenuación o Dimmer
La atenuación es el ajuste de la salida de luz de una fuente de luz. Permite la creación de diferentes escenas, aumenta la comodidad visual y optimiza el consumo de energía. 
La atenuación también prolonga la vida de las lámparas incandescentes. Los radiadores térmicos, como las lámparas halógenas de tungsteno, se atenúan fácilmente, y por otro lado, las lámparas fluorescentes y LED requieren un equipo de control regulable especial. 
Temporizadores
Los temporizadores permiten la operación de luminarias en horarios fijos de rutina o trabajo. Pueden ser de control manual con acceso al usuario para establecer los horarios o a través de un sistema de programación que lo establezca de acuerdo con el día y ubicación geográfica del mismo.
Sensores de ocupación
Se utilizan comúnmente en áreas sin asignación fija o permanente para atenuar o encender/apagar la luz dependiendo de la ubicación o el uso del espacio y por razones estéticas o de seguridad y comodidad. Funcionan a partir de la presencia de personas en el espacio ya sea por sonido, movimiento o temperatura.
Sensores fotoeléctricos
También son conocidos como sensores foto voltaicos y detectan la incidencia de luz natural en un espacio. La iluminación artificial funciona en respuesta a la cantidad de iluminación natural disponible, pudiendo atenuarse o apagarse. Es de gran importancia la calidad de los sensores y su ubicación para su correcto funcionamiento.
Para el funcionamiento de un sistema de control, es imprescindible la compatibilidad entre el sistema utilizado y el equipamiento de iluminación. Además, hay equipamiento adecuado para implementación en nuevas construcciones o remodelaciones mientras que otros equipos son especialmente diseñados para retrofit o adaptación a sistemas de iluminación existentes.
Reloj astronómico
Es un dispositivo automático que se programa para regular el nivel de las fuentes de luz en función del ocaso y orto del lugar en el que está instalado.
Es muy común en las instalaciones de alumbrado urbano.
Reactancia de doble nivel
Consiste en una reactancia electromagnética utilizada para reducir el nivel de iluminación de una instalación en determinadas horas de la noche. Estas reactancias están compuestas por dos bobinados en serie, el principal proporciona la corriente y potencia nominal a la fuente de luz. Para reducir el nivel de flujo luminoso, se conecta el segundo bobinado, de manera que aumente la impedancia y así disminuya la intensidad y potencia en la lámpara.

## Sistemas centrales de control
Los sistemas centrales de control pueden incluir el sistema de iluminación así como cualquier otro sistema eléctrico como sistemas de seguridad, persianas motorizadas, climatización, electrodomésticos, entre otros. 
Para el control de iluminación, existen sistemas inteligentes de cableado o algunos programas de software inalámbricos que pueden también ser controlados desde una computadora central o estaciones de control para vigilar y controlar cada componente y características del sistema de iluminación a través de un microprocesador. Los últimos reducen costos de instalación e incrementan la flexibilidad en la ubicación de sensores e interruptores.
Además, existe un dispositivo único de control con la facilidad de crear una división del control por zonas y así permitir la creación de escenas pre programadas. Entre los dispositivos de control se encuentran teclados, pantallas táctiles, computadoras, dispositivos móviles, controles remotos, entre otros.